# Buzhalë
Buzhalë – wieś położona w północnej części Albanii w gminie Qelëz. Wieś znajduje się 86 kilometrów od stolicy państwa, Tirany.

## Demografia
Według spisu ludności z 1989 roku we wsi Buzhalë mieszkało 178 mieszkańców.